# Stictochironomus illawarra
Stictochironomus illawarra är en tvåvingeart som beskrevs av Freeman 1961. Stictochironomus illawarra ingår i släktet Stictochironomus och familjen fjädermyggor. Inga underarter finns listade i Catalogue of Life.